# Barydesmus
Genre
Barydesmus est un genre de mille-pattes.

## Liste des espèces
- Barydesmus chapini (Hoffman, 1953)
- Barydesmus gracilipes (Loomis, 1964)
- Barydesmus pococki (Brolemann, 1911)
- Barydesmus propinquus (Carl, 1902)
- Barydesmus stenopterus (Brolemann, 1905)